# Возвышенка (Кемеровская область)
Возвы́шенка — деревня в Ленинск-Кузнецком районе Кемеровской области. Входит в состав Чкаловского сельского поселения.

## География
Центральная часть населённого пункта расположена на высоте 280 метров над уровнем моря.

## Население
По данным Всероссийской переписи населения 2010 года, в деревне Возвышенка проживает 324 человека (158 мужчин, 166 женщин).